# Memorandum van Boedapest (1994)

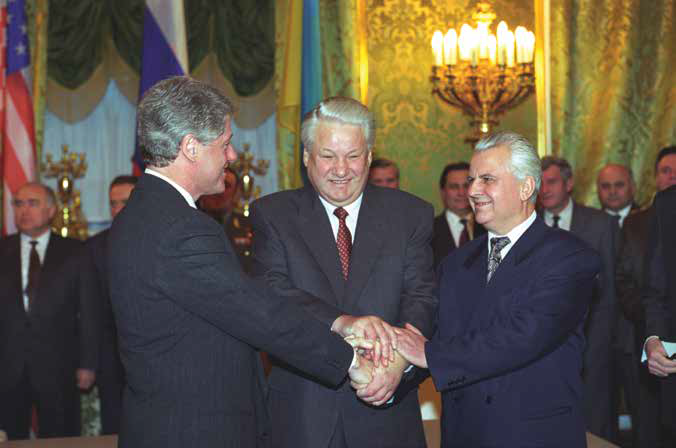
Bill Clinton, Boris Jeltsin en Leonid Kravtsjoek na ondertekening van de Trilaterale Verklaring van 14 januari 1994

Het Memorandum van Boedapest zijn de veiligheidswaarborgen die Oekraïne, Wit-Rusland en Kazachstan op 5 december 1994 hebben gekregen van Rusland, de Verenigde Staten en het Verenigd Koninkrijk in ruil voor het overdragen van de kernwapens op hun grondgebied aan Rusland en voor hun toetreding tot het Non-proliferatieverdrag als niet-nucleaire wapensstaten (NNWS). Frankrijk en China gaven in aparte documenten een licht afgezwakte vorm van de veiligheidsgaranties.

## Totstandkoming
Na de implosie van de Sovjet-Unie in 1991 bevond een groot deel van het nucleaire arsenaal zich fysiek in de voormalige deelrepublieken, die nu onafhankelijk waren geworden. Formeel stonden de wapens onder het gezag van het Gemenebest van Onafhankelijke Staten, terwijl de lanceercodes in Russische handen waren (hoewel dit laatste moeilijk verifieerbaar is en ook andere beweringen zijn gedaan). Wereldwijd was er grote bezorgdheid over nucleaire proliferatie. Met name Oekraïne kon potentieel een nieuwe kernmacht worden met een groter arsenaal dan Frankrijk, het VK en China samen. Het kraken van de lanceercodes of het (riskante) hermonteren van de kernwapens zou daartoe volstaan.
De vroegere sovjetrepublieken stonden onder grote diplomatieke druk om hun kernwapens af te staan. De Sovjet-Unie had aan de ratificatie van het Strategic Arms Reduction Treaty (START) uit 1991 de opschortende voorwaarde verbonden van Oekraïense toetreding tot het Non-proliferatieverdrag. Oekraïne besefte dat een internationaal isolement niet in zijn belang was, maar was zich tegelijk zeer bewust van de geopolitieke dreiging die in de toekomst van Rusland kon uitgaan en wenste garanties van de grootmachten om zich daartegen te beschermen. De Verenigde Staten waren bereid een politieke waarborg (assurance) te geven, maar geen verdragsrechtelijke militaire garantie zoals die bijvoorbeeld gold voor NAVO-bondgenoten. In de Trilaterale Verklaring van 14 januari 1994 omschreven Boris Jeltsin en Bill Clinton de veiligheidswaarborgen die hun landen zouden geven wanneer Oekraïne toetrad tot het START- en Non-proliferatieverdrag. De Rada bekrachtigde deze verdragen in april, waarna nog praktische zaken werden onderhandeld alvorens eind 1994 het Memorandum van Boedapest werd ondertekend.

## Inhoud
Inhoudelijk brachten de memoranda een aantal bestaande veiligheidsgaranties bijeen in drie documenten die specifiek gericht waren naar resp. Oekraïne, Wit-Rusland en Kazachstan. Het ging om herbevestigingen van verbintenissen uit het Handvest van de Verenigde Naties (1945), het Non-proliferatieverdrag (1968) en de Slotakte van de Conferentie voor Veiligheid en Samenwerking in Europa (1975):
1. Eerbiedigen van de onafhankelijkheid en soevereiniteit van Oekraïne, Wit-Rusland en Kazachstan binnen de bestaande grenzen
2. Zich onthouden van bedreiging met of gebruik van geweld tegen de territoriale integriteit of de politieke onafhankelijkheid van Oekraïne, Wit-Rusland en Kazachstan, tenzij uit zelfverdediging of anderszins in overeenstemming met het VN-Handvest
3. Zich onthouden van economische dwang om de soevereine rechten van Oekraïne, Wit-Rusland of Kazachstan ondergeschikt te maken aan het eigen belang
4. Onmiddellijk actie vragen van de Veiligheidsraad om bijstand te verlenen in geval van een daad van agressie of een bedreiging met gebruik van kernwapens tegen Oekraïne, Wit-Rusland of Kazachstan
5. Zich onthouden van het gebruik van kernwapens tegen Oekraïne, Wit-Rusland en Kazachstan
6. Elkaar raadplegen wanneer een vraag opduikt in verband met deze verbintenissen

## Uitvoering
Tegen 1996 waren alle kernwapens van de voormalige sovjetrepublieken overgedragen aan Rusland.
De Russische invasie en annexatie van de Krim in 2014 werd internationaal beschouwd als een inbreuk op het Memorandum van Boedapest, met name op de territoriale integriteit zoals gewaarborgd door het VN-Handvest. De Russische president Vladimir Poetin verklaarde dat door het afzetten van Viktor Janoekovytsj tijdens de Maidan-revolutie een nieuwe staat was ontstaan waarmee Rusland geen verbintenissen had. In maart riepen de ondertekenaars Rusland op voor een consultatie in Parijs over de kwestie, conform het zesde punt, maar minister van Buitenlandse Zaken Sergej Lavrov kwam niet opdagen. In strijd met de realiteit beweerde Lavrov in 2016 dat het memorandum alleen de verplichting bevatte Oekraïne niet aan te vallen met kernwapens. Rusland stelde ook dat de VS het derde punt van het memorandum hadden geschonden door de regering-Janoekovytsj te bedreigen met sancties.
In 2022 schond Rusland het memorandum opnieuw door een grootschalige invasie van Oekraïne. In 2023 stationeerde Poetin Russische kernwapens in Wit-Rusland.

## Voetnoten
1. ↑  Dit is de reden dat Poetin kernwapens wil neerzetten in Belarus. Trouw (2 juni 2023). Geraadpleegd op 3 juni 2023.